# دن فرانک
دن فرانک (به فرانسوی: Dan Franck) نویسنده قرن بیستم میلادی اهل فرانسه است.